# N-S 47 Jaroslav
N-S 47 je samostatný pěchotní srub těžkého opevnění, který byl součástí pevnostního systému předválečné Československé republiky. Nachází se v polích mezi vesnicemi Polom a Sedloňov v nadmořské výšce 681 m. Jeho pravým sousedem je srub N-S 46 (vzdálený 570 m), levým N-Sk-S 48 U stodol, součást dělostřelecké tvrze Skutina (vzdálený 996 m). Od roku 2022 je objekt zapsán jako kulturní památka.

## Popis objektu
Jedá se o samostatný, oboustranný, dvoukřídlý, dvoupodlažní pěchotní srub, postavený v III. stupni odolnosti. Vyšší odolnost byla zvolena, protože se objekt nachází v těsném sousedství dělostřelecké tvrze Skutina a v exponované poloze na otevřeném návrší, čili se předpokládalo soustředěni nepřátelské palby na objekt.
Výzbroj objektu byla plánována v obvyklé sestavě: hlavní zbraně L1 a M v obou kasematách, doplněné čtyřmi lehkými kulomety ve střílnách. Netypické je pouze použití těžkých kulometů (zbraň D) v obou zvonech, zřejmě z důvodu postřelování silnice z Olešnice v Orlických horách do Sedloňova.
Pro objekt se počítalo s osádkou 37 mužů.
Čistička kalů OMS je umístěna pod pravou zvonovou šachtou, což je u římské odolnosti netypické.

## Historie
Byl postaven v roce 1938 v režii ŽSV Náchod v rámci stavebního podúseku 7./V. Sedloňov. Byl vybetonován jako první objekt tohoto podúseku ve dnech 28. června až 3. července 1938.
V době mobilizace v září 1938 byl objekt stavebně téměř dokončen, byly provedeny vnitřní i vnější omítky a vnitřní cihlové příčky kromě horní korkové vrstvy. Nebyly osazeny zvony a kopule. Nebyly dokončeny zemní úpravy okolí objektu (kamenná rovnanina a zemní zához před čelní stěnou), objekt byl jen zarovnán do úrovně okolního terénu. Na týlové stěně posádka obektu napsala nápis "AŤ ŽIJE Č.S.R.!".
Projekt objektu N-S 47 byl opětovně využit pro pěchotní srub MJ-S 29 u Mikulova, který byl vybetonován v září 1938 jako jediný objekt stavebního podúseku 3./XI. Mikulov.
Objekt se zachoval v dobrém stavu, byly vytrženy jen střílny hlavních zbraní (L1 a M). Byly také vybourány příčky v horním patře, v dolním jich většina zůstala zachována.
Kolem roku 2000 objekt převzal do správy Klub přátel opevnění na Náchodsku, který zahájil jeho rekonstrukci. V následujících letech byla ve srubu Jaroslav instalována expozice kuriozit a dokumentů vztahujících se k období před Mnichovem. V lednu 2022 však už byl srub opět opuštěn a volně přístupný. V květnu 2022 byl nabídnut Ministerstvem obrany k prodeji za cenu 950 000 Kč.

## Výzbroj
hlavní zbraně na levé straně
- zbraň L1 (4cm kanón vz. 36 spřažený s těžkým kulometem vz. 37)
- zbraň M (dva spřažené těžké kulomety vz.37 ráže 7,92 mm)

hlavní zbraně na pravé straně
- zbraň L1 (4cm kanón vz. 36 spřažený s těžkým kulometem vz. 37)
- zbraň M (dva spřažené těžké kulomety vz.37 ráže 7,92 mm)

další výzbroj
- 4 zbraně N – lehké kulomety vz. 26 k ochraně střílen hlavních zbraní a prostoru před vchodem
- 2 zbraně D v pancéřových zvonech určené k ochraně okolí objektu
- 2 granátové skluzy